# Now for Plan A
Albums de The Tragically Hip
We Are The Same
(2009) Man Machine Poem
(2016)
Singles
1. At Transformation
Sortie : 18 mai 2012
2. Streets Ahead
Sortie : 24 août 2012

Now for Plan A est le douzième album studio du groupe rock canadien The Tragically Hip, sorti le 2 octobre 2012. 

## Description
Avec une longueur de 39 minutes et 18 secondes, il s'agit du plus court album du groupe à ce jour. Le premier single du disque, At Transformation, est sorti le 18 mai 2012. Le deuxième single, intitulé Streets Ahead, est sorti le 24 août 2012. Le 25 septembre, le groupe a rendu l'intégralité de son disque disponible sur SoundCloud. L'album a été nommé pour album rock de l'année à la cérémonie des Juno en 2013
Le producteur, Gavin Brown, a produit des albums pour Metric et Three Days Grace.

## Réception
L'album Now for Plan A a débuté en troisième position sur la Canadian Albums Chart. C'est le premier album du groupe à ne pas figurer dans les deux premières positions de ce palmarès depuis Road Apples en 1991. 12 000 copies de l'album se sont écoulées dans la première semaine de vente, soit la moitié moins que la première semaine de vente des deux albums précédents du groupe, We Are The Same (2009) et World Container (2006). 
L'album a débuté en 129e position sur le Billboard 200, leur meilleur classement en carrière. L'album est certifié Or au Canada le 14 janvier 2013.

## Titres
Toutes les paroles sont écrites par Gordon Downie, toute la musique est composée par The Tragically Hip.
| No  | Titre                  | Durée |
| --- | ---------------------- | ----- |
| 1.  | At Transformation      | 3:44  |
| 2.  | Man Machine Poem       | 3:52  |
| 3.  | The Lookahead          | 2:26  |
| 4.  | We Want to Be It       | 3:28  |
| 5.  | Streets Ahead          | 3:26  |
| 6.  | Now for Plan A         | 5:07  |
| 7.  | The Modern Spirit      | 3:21  |
| 8.  | About This Map         | 3:47  |
| 9.  | Take Forever           | 3:10  |
| 10. | Done and Done          | 2:53  |
| 11. | Goodnight Attawapiskat | 4:04  |